# L'amore è una cosa meravigliosa/Due gocce d'acqua
L'amore è una cosa meravigliosa/Due gocce d'acqua è il quarto singolo del gruppo musicale italiano Ricchi e Poveri, pubblicato nel 1970. Si tratta del primo singolo realizzato dalla Apollo (catalogo ZA 50012) dopo abbandono della CBS, che anticipa il loro eponimo album d'esordio dello stesso anno.

## I brani

### L'amore è una cosa meravigliosa
L'amore è una cosa meravigliosa è il brano presente sul lato A del disco. Ed è la cover italiana di Love Is a Many-Splendored Thing, che è un brano scritto nel 1955 da Paul Francis Webster (testo) e Sammy Fain (musica) per la colonna sonora dell'omonimo film di quell'anno. L'adattamento in italiano è di Alberto Curci, noto con lo pseudonimo di "Devilli".

### Due gocce d'acqua
Due gocce d'acqua, presente sul lato B del disco, è il brano composto da Angelo Sotgiu e Franco Gatti; l'autore del testo è, come al solito, Franco Califano. La canzone verrà ripubblicata come retro de La prima cosa bella, prima di essere inclusa nell'album di debutto del quartetto genovese.

## Tracce

### Lato A
1. L'amore è una cosa meravigliosa (dall'omonimo film) – 3:15 (edizioni musicali Curci)

### Lato B
1. Due gocce d'acqua – 2:54 (edizioni musicali Vianello)

## Staff artistico
- Ricchi e Poveri (Angela Brambati, Angelo Sotgiu, Franco Gatti, Marina Occhiena) – voci
- Ruggero Cini – arrangiamenti e direzione orchestrale